# 2006年の映画/11月
- 3日
  - unknown/アンノウン（ アメリカ合衆国）
  - ナチョ・リブレ 覆面の神様（ アメリカ合衆国）
  - ニキフォル 知られざる天才画家の肖像（ ポーランド）
  - ユア・マイ・サンシャイン（ 韓国）
  - 7月24日通りのクリスマス（ 日本）
  - 手紙（ 日本）
  - デスノート the Last name（ 日本）
- 4日
  - エコール（ フランス）
  - カオス（ カナダ・ イギリス・ アメリカ合衆国）
  - CHiLDREN チルドレン（ 日本）
  - 映画監督って何だ!（ 日本）
  - 盗られてたまるか（ 日本）
  - 日本心中（ 日本）
  - フミの帽子（ 日本）
  - ユモレスク 逆さまの蝶（ 日本）
  - 待合室（ 日本）
- 11日
  - テキサス・チェーンソー ビギニング（ アメリカ合衆国）
  - ナオミ・ワッツ プレイズ エリー・パーカー（ アメリカ合衆国）
  - 氷の微笑2（ アメリカ合衆国）
  - ブロック・パーティー（ アメリカ合衆国）
  - ラブいぬ ベンジー はじめての冒険（ アメリカ合衆国）
  - ウィンター・ソング（ 香港）
  - サッド・ムービー（ 韓国）
  - TANNKA 短歌（ 日本）
  - HAZARD（ 日本）
- 18日
  - プラダを着た悪魔（ アメリカ合衆国）
  - エンロン 巨大企業はいかにして崩壊したのか?（ アメリカ合衆国）
  - ソウ3（ アメリカ合衆国）
  - ザ・L.A. ライオット・ショー（ アメリカ合衆国）
  - キング 罪の王（ アメリカ合衆国・ イギリス）
  - トゥモロー・ワールド（ アメリカ合衆国・ イギリス）
  - 麦の穂をゆらす風（ アイルランド・ イギリス）
  - ルナシー（ チェコ）
  - 雨音にきみを想う（ 台湾）
  - 家門の危機（ 韓国）
  - 一億の猫（ 日本）
  - アジアンタムブルー（ 日本）
  - 椿山課長の七日間（ 日本）
- 25日
  - 沈黙の傭兵（ アメリカ合衆国）
  - めぐみ 引き裂かれた家族の30年（ アメリカ合衆国）
  - ありがとう（ 日本）
  - 暗いところで待ち合わせ（ 日本）
  - 赤い鯨と白い蛇（ 日本）
  - 恋するイノセントマン（ 日本）
  - コワイ女（ 日本）
  - ボクラの島を忘れない（ 日本）
  - ラブレター 蒼恋歌（ 日本）
  - パプリカ（ 日本/アニメ）